# Плей-оф Ліги чемпіонів КАФ 2016
Матчі плей-офу Ліги чемпіонів КАФ 2016 проходили з 16 вересня по 23 жовтня 2016 року.

## Формат
Півфінал та фінал проводиться у форматі двох матчів: удома і на виїзді. Переможець визначається більшою кількістю голів за сумою двох матчів. Якщо сумарна кількість голів є рівною, застосовується правило виїзного гола. Якщо цей показник також рівний, то команди грають тридцять хвилин додаткового часу. Правило виїзного гола застосовується і під час додаткового часу. Якщо ж у додатковий час голів не було забито, переможець двобою визначається в серії пенальті.

## Учасники
| Група | Переможець        | Друге місце   |
| ----- | ----------------- | ------------- |
| A     | Відад             | ЗЕСКО Юнайтед |
| B     | Мамелоді Сандаунз | Замалек       |

## Календар
| Раунд    | Перший матч        | Матч-відповідь     |
| -------- | ------------------ | ------------------ |
| Півфінал | 16–18 вересня 2016 | 23–25 вересня 2016 |
| Фінал    | 14–16 жовтня 2016  | 21–23 жовтня 2016  |

## Півфінал
У півфіналі переможець групи A грає проти команди, що зайнята друге місце в групі B; а переможець групи B проти команди, що зайнята друге місце в групі A. Учасники грають два матчі.
| Команда 1     | Заг. | Команда 2         | 1-й матч | 2-й матч |
| ------------- | ---- | ----------------- | -------- | -------- |
| Замалек       | 6–5  | Відад             | 4–0      | 2–5      |
| ЗЕСКО Юнайтед | 2–3  | Мамелоді Сандаунз | 2–1      | 0–2      |

| 16 вересня 2016 20:00 (UTC+2) |

| Замалек                                          | 4–0      | Відад |
| ------------------------------------------------ | -------- | ----- |
| Шикабала 4' Хефні 18' Морсі 49' Фатхі 73' (пен.) | Протокол |       |

| «Борд Аль-Араб», Александрія Арбітр: Даніель Беннетт (ПАР) |

| 24 вересня 2016 21:00 (UTC+1) |

| Відад                                             | 5–2      | Замалек               |
| ------------------------------------------------- | -------- | --------------------- |
| Джебор 13', 45' Хаддад 18' Ондама 56', 63' (пен.) | Протокол | Морсі 35' Огавучі 82' |

| Стадіон ім. принца Мулай Абдаллаха, Рабат Арбітр: Сіді Альюм (Камерун) |

Замалек переміг із загальним рахунком 6–5.
| 17 вересня 2016 15:30 (UTC+2) |

| ЗЕСКО Юнайтед   | 2–1      | Мамелоді Сандаунз |
| --------------- | -------- | ----------------- |
| Мванза 54', 56' | Протокол | Білліат 86'       |

| Стадіон ім. Леві Мванаваса, Ндола Арбітр: Хамада Нампіандраза (Мадагаскар) |

| 24 вересня 2016 19:00 (UTC+2) |

| Мамелоді Сандаунз | 2–0      | ЗЕСКО Юнайтед |
| ----------------- | -------- | ------------- |
| Лаффор 5' Тау 64' | Протокол |               |

| Стадіон шедеврів Лукаса Морипе, Преторія Арбітр: Мехді Абід Шаріф (Алжир) |

Мамелоді Сандаунз переміг із загальним рахунком 3–2.

## Фінал
У фіналі два півфіналіста грають два матчі один з одним.
| Команда 1         | Заг. | Команда 2 | 1-й матч | 2-й матч |
| ----------------- | ---- | --------- | -------- | -------- |
| Мамелоді Сандаунз | 3–1  | Замалек   | 3–0      | 0–1      |

| 15 жовтня 2016 15:00 (UTC+2) |

| Мамелоді Сандаунз                        | 3–0      | Замалек |
| ---------------------------------------- | -------- | ------- |
| Лаффор 31' Лангерман 40' Гамаль 46' (аг) | Протокол |         |

| Стадіон шедеврів Лукаса Морипе, Преторія Глядачів: 30 000 Арбітр: Девіс Омвено (Кенія) |

| 23 жовтня 2016 20:30 (UTC+2) |

| Замалек     | 1–0      | Мамелоді Сандаунз |
| ----------- | -------- | ----------------- |
| Огавучі 63' | Протокол |                   |

| «Борд Аль-Араб», Александрія Глядачів: 70 000 Арбітр: Бакарі Гассама (Гамбія) |

Мамелоді Сандаунз переміг із загальним рахунком 3–1.